# Arrondissement de Neunkirchen
L' arrondissement de Neunkirchen, Landkreis Neunkirchen en allemand, est une division administrative allemande, située dans le land de Sarre.
Son chef-lieu est Ottweiler.

## Situation géographique
Les arrondissements voisins sont : 
- au nord, celui de Saint-Wendel ;
- à l'est, de Kusel (Rhénanie-Palatinat) ;
- au sud, ceux de Sarrebruck et de Sarre-Palatinat ou Saarpfalz ;
- et à l'ouest, celui de Sarrelouis.

La totalité de l'arrondissement est située dans une zone industrielle dont le centre est Sarrebruck. L'arrondissement est traversé par la Blies, un des principaux affluents de la Sarre.

## Histoire
L'arrondissement d'Ottweiler fut créé en 1814, mais son origine est bien plus ancienne : le Herrschaft Ottweiler (seigneurie Ottweiler) est créé en 1545, qui deviendra le Amt und Oberamt Ottweiler puis, durant la période napoléonienne, le Kanton Ottweiler (canton d'Ottweiler). Deux ans après sa création, l'arrondissement est réorganisé par ordre[Quoi ?] du congrès de Vienne. Neunkirchen devient le chef-lieu en 1866. En 1974, les districts sont réorganisés et l'arrondissement prend le nom de Neunkirchen. Plusieurs services administratifs demeurent à Ottweiler.

## Communes
L'arrondissement compte 7 communes dont 2 villes.
| Villes (nombre d'habitants au 30 septembre 2005) : 1. Neunkirchen (49 493 habitants), 2. Ottweiler, chef-lieu de l'arrondissement (15 551). | Municipalités (nombre d'habitants au 30 septembre 2005) : 1. Eppelborn (18 078 habitants), 2. Illingen (18 278), 3. Merchweiler (10 803), 4. Schiffweiler (17 265), 5. Spiesen-Elversberg (14 429). |

## Politique

### Élection du conseil (Kreistag)
(scrutin du 13 juin 2004)
| Partis   | Votes (en milliers) | %      | Sièges  |
| -------- | ------------------- | ------ | ------- |
| CDU      | ??[Combien ?]       | 44,3 % | 17      |
| SPD      | ??[Combien ?]       | 43,0 % | 16      |
| Autre(s) | ?[Combien ?]        | 12,7 % | aucun ? |